# Taifa (kommun)
Taifa (franska: Taifa (CR), Taifa (Commune Rurale), arabiska: امسيلة) är en kommun i Marocko.   Den ligger i provinsen Taza och regionen Fès-Meknès, i den nordöstra delen av landet, 260 km öster om huvudstaden Rabat. Antalet invånare är 8 808.